# Francis Seymour Haden

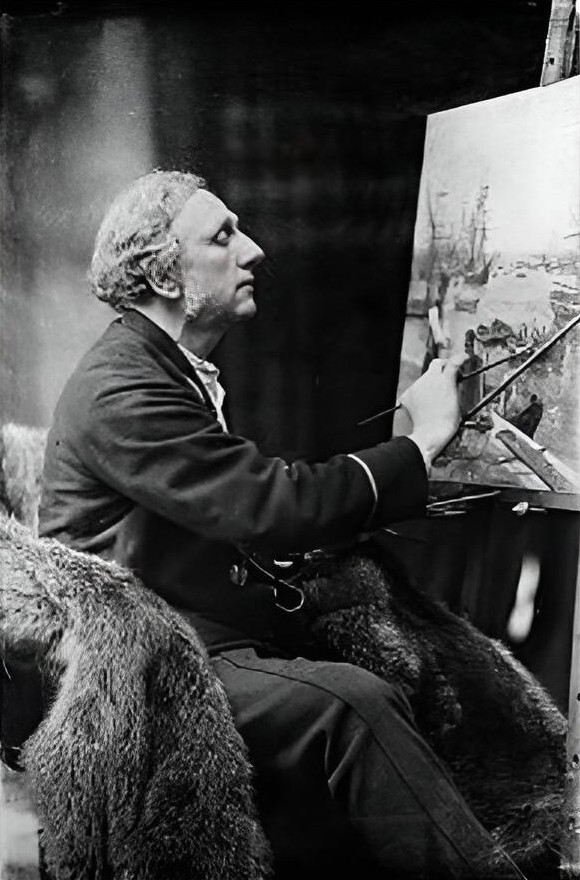
Francis Seymour Haden

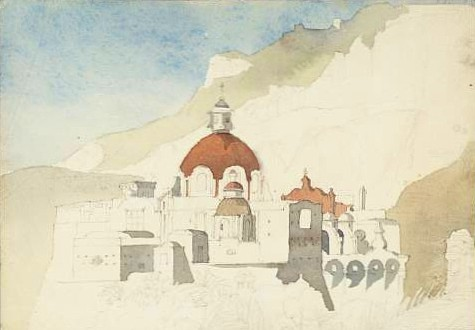
Francis Seymour Haden: Church Under A Cliff

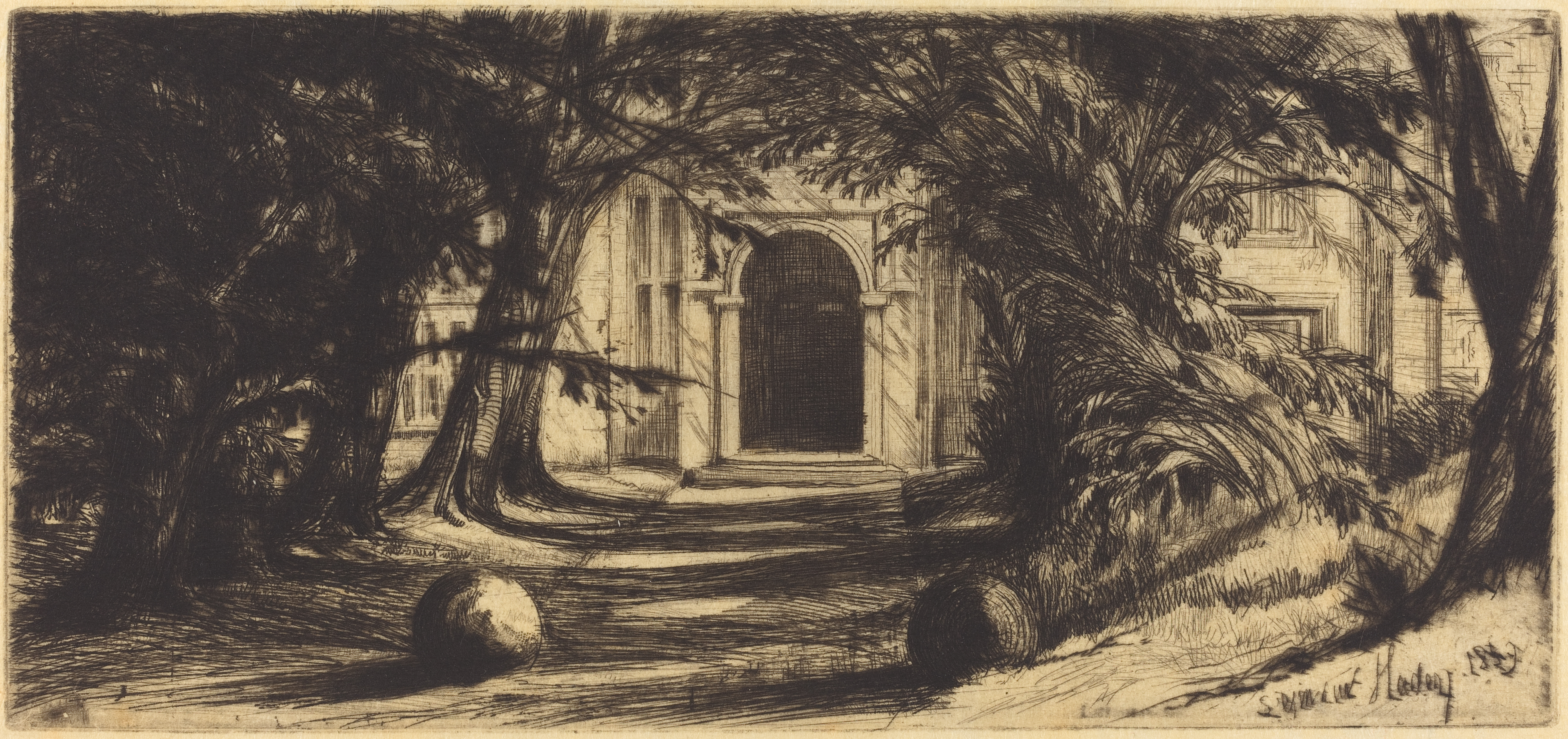
Francis Seymour Haden: Mytton Hall (1859)

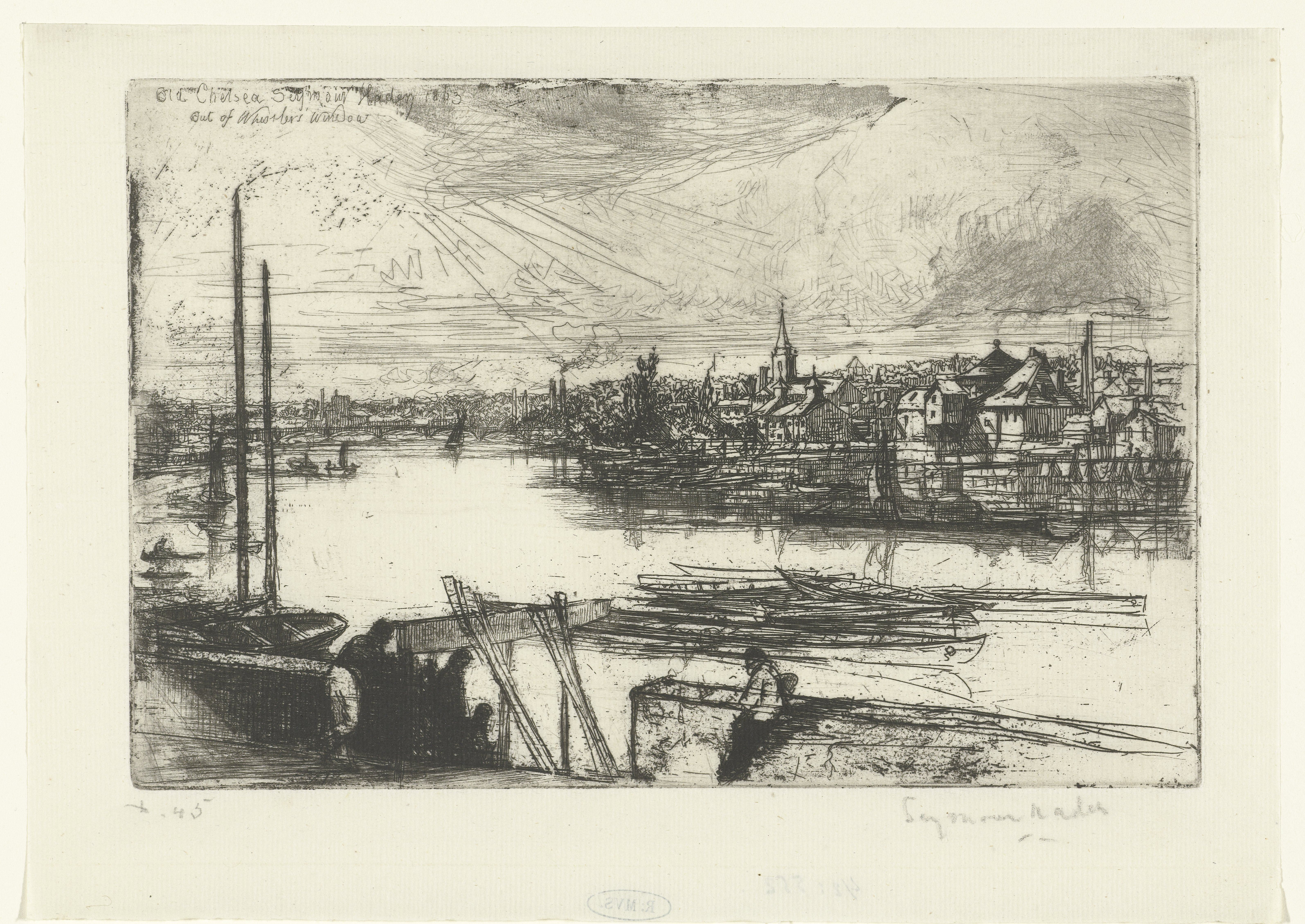
Francis Seymour Haden: Old Chelsea (1863/64)

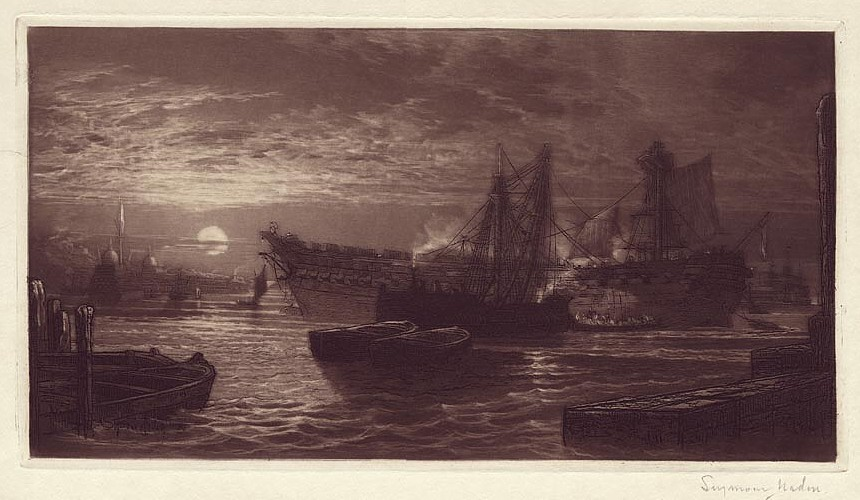
Francis Seymour Haden: Breaking Up Of The Agamemnon (1880)

Sir Francis Seymour Haden (* 16. September 1818 in London; † 1. Juni 1910) war ein englischer Arzt, Künstler und Kunstförderer. Bekannt ist vor allem sein Einsatz für die Radierung als anerkannte Kunstform.

## Leben und Werk
Sein Vater Charles Thomas Haden war ein bekannter Arzt und Musikliebhaber. Er besuchte die Derby School, das Christ’s Hospital und das University College London. Später studierte er auch an der Sorbonne in Paris, wo er 1840 sein Diplom erhielt. 1842 wurde er Mitglied in der Ärztekammer und durfte als Arzt praktizieren.
Zwischen 1843 und 1844 reiste er mit seinen Freunden Duval, Le Cannes und Oberst Guibout nach Italien und fertigte seine ersten Zeichnungen nach der Natur an. Haden besuchte zwar keinen Kunstunterricht, beschäftigte sich aber zwischen 1845 und 1848 intensiv mit umfangreichen Drucksammlungen in einem Geschäft in der Bunhill Row im alten Quäker-Viertel von London. Indem er die Radierungen in chronologischer Reihenfolge anordnete, studierte er anhand der Reproduktionen die Werke von Albrecht Dürer, Lucas van Leyden und Rembrandt van Rijn.
Diese Studien beeinflussten seine eigenen künstlerischen Tätigkeiten, veranlassten ihn aber auch, eine Monografie über die Radierungen Rembrandts zu verfassen. Eine wichtige Hilfe war ihm dabei die denkwürdige Ausstellung im Burlington Fine Arts Club im Jahre 1877. Haden versuchte nun, ein getreues Abbild der Arbeit Rembrandts wiederzugeben, indem er die Radierungen neu ordnete und qualitativ minderwertige Platten unberücksichtigt ließ. Die Ergebnisse seiner Studien von Werken des Meisters in chronologischer Reihenfolge veröffentlichte er in den Werken The Etched Work of Rembrandt critically reconsidered von 1877 und Etched Work of Rembrandt True und False von 1895.
Haden heiratete 1847 Deborah Delane Whistler, eine Schwester von James McNeill Whistler. Sie hatten vier gemeinsame Kinder: Annie Harriet, Francis Seymour, Arthur und Harry. Haden gab seine Erfahrung mit Drucktechniken an seinen Schwager Whistler weiter. 1855 installierte man in Hadens Wohnung in der Sloane Street eine Druckpresse und für eine Weile arbeiteten Haden und Whistler zusammen an einer Reihe von Radierungen der Themse. Allerdings hielt die Beziehung nicht allzu lange und beide trennten sich im Streit.
Haden förderte die Technik der Original-Radierung mit solcher Kraft, dass er die führenden Vertreter der britischen Kunst für diese Technik gewinnen konnte. Seine energischen Anstrengungen gipfelten 1880 schließlich in der Gründung der Society of Painter-Etchers. Gründungsmitglieder waren Hubert von Herkomer, Mansel Lewis, Alphonse Legros, James Tissot, Robert Macbeth und Heywood Hardy. Haden führte die Society als erster Präsident über lange Jahre mit fester Hand. Auf Drängen von Haden wurde auch der Kupferstich (Engraving) als Tiefdruckverfahren berücksichtigt und die Society nannte sich nun Society of Painter-Etchers and Engravers.
Ungeachtet seines Studiums der alten Meister fertigte Haden selbst auch zahlreiche Platten an, in denen er individuelle Landschaftsthemen darstellte. Zu seinen wichtigsten Werken zählt das großformatige Breaking Up of the Agamemnon, in dem das Auslaufen eines Dampfschiffs gezeigt wird. Ein Katalog seiner Werke wurde 1880 von William Richard Drake begonnen und von Nazeby Harringtonn 1910 abgeschlossen. In späteren Jahren verwendete Haden als Tiefdruckverfahren häufig die Schabkunst und entwickelte bald ähnliche Kunstfertigkeit wie bei der Kaltnadelradierung und Ätzradierung. Haden malte auch mit Zeichenkohle und schuf einige bemerkenswerte Zeichnungen von Bäumen und parkähnlichen Landschaften.
Unter den zahlreichen Auszeichnungen, die er erhielt, war auch der Grand Prix von Paris, mit dem er 1889 und 1900 ausgezeichnet wurde. Haden war auch Mitglied der Académie des Beaux-Arts und der Société des Artistes Français. 1894 wurde Haden zum Knight Bachelor geschlagen und durfte seinem Namen ein Sir als Adelstitel voranstellen. Er starb 1910 im Alter von 91 Jahren.

## Werke
- 1865: Etudes a l’eau-forte
- 1875: Cremation: a Pamphlet
- 1877: The Etched Work of Rembrandt critically reconsidered
- 1879: About Etching
- 1883: The Relative Claims of Etching and Engraving to rank as Fine Arts and to be represented in the Royal Academy
- 1888: Address to Students of Winchester School of Art
- 1888: The Disposal of the Dead, a Plea for Legislation
- 1890: The Art of the Painter-Etcher
- 1895: Etched Work of Rembrandt True und False